# Club Sol de América
A Club Sol de América egy paraguayi labdarúgóklub, melynek székhelye Villa Elisaban található. A klubot 1909-ben alapították. Jelenleg az első osztályban szerepel. A paraguayi bajnokságot 2 alkalommal nyerte meg.
Hazai mérkőzéseit az Estadio Luis Alfonso Giagniban játssza, amely létesítmény 7 000 fő befogadására alkalmas. A klub hivatalos színei: kék-fehér.

## Sikerlista
- Paraguayi bajnok (2): 1986, 1991

## Ismert vezetőedzők
- Puskás Ferenc (1985–86)